# Imerissut
Imerissut (dansk: Kronprinsens Ejland) er en øgruppe i Diskobugten på vestkysten af Grønland. 
Denne øgruppe udgør den tidligere Qeqertarsuaq Kommune sammen med øen Disko. 